# Srŏk Mémót
Srŏk Mémót är ett distrikt i Kambodja. Det ligger i provinsen Tboung Khmum, i den sydöstra delen av landet, 140 km öster om huvudstaden Phnom Penh. Antalet invånare är 112 000.